# Hugoké
Hugoké, pseudoniem van Hugo de Kempeneer (Vilvoorde, 1938 – Oostende, 2021), was een Belgische kunstenaar en cartoonist.

## Biografie
De Kempeneer werd opgeleid op Sint-Lukas Brussel bij Luc Verstraete. Zijn eerste gepubliceerde cartoons verschenen in 1957 in De Standaard. In de jaren '60 en '70 was hij een van de huiscartoonisten van het tijdschrift De Nieuwe.
Samen met Hugo Claus maakte Hugoké in de jaren 1960 het stripverhaal De Avonturen van Belgman en hielp hij mee aan Claus’ toneelstuk Leopold II. Later spitste hij zich meer toe op (politieke) cartoons en won hij de Grote Prijs op het Salon International de la Caricature van Montréal. In 1980 vertegenwoordigt hij België op de Biënnale van Venetië. Daarnaast ontwierp hij samen met Buth en Ploeg de afbeeldingen die de BRT in de jaren '60 gebruikte bij technische problemen.
Hugoké maakte daarnaast ook affichekunst. Zo creëerde hij voor de 1 meiviering van 1967 een affiche in heldere Cobratinten die getuigt van een sterk engagement. De affiche maakte deel uit van een culturele revolutie in de jaren '60, die ook in de kunsten gepredikt werd.
Samen met Gal en Ever Meulen kan hij gezien worden als een pionier van de Vlaamse cartoon en is hij erin geslaagd om van van de cartoon een eigentijdse kunst te maken.

## Overzichtstentoonstelling
- Tentoonstelling Hugoké, VGC, Lombardstraat 67, 1000 Brussel, 17.12.2009[8]
- Hugoké de Kempeneer, Gemeentehuis van Schaarbeek, oktober 2016[9]

## Publicaties
- Contra-pro-test, tekst over protesterende tekenaars, DBNL, jg. 16, p. 416
- De Kempeneer, H., Faust, Koninklijke Musea voor Schone Kunsten van België, Brussel, 1967